# Gnomidolon laetabile
Gnomidolon laetabile es una especie de escarabajo longicornio del género Gnomidolon, categorizada en la tribu Hexoplonini, de la subfamilia Cerambycinae. Fue descrita por Bates en 1885.

## Descripción
Mide 5,9-8,5 mm de longitud.

## Distribución
Se distribuye por Costa Rica, Honduras y Panamá.